# オンタリオ (軽巡洋艦)
| 写真は「オンタリオ」時代の「マイノーター」 | |
| 艦歴                                       | |
| 発注                                       | ハーランド&ウルフ社ベルファスト造船所 |
| 起工                                       | 1941年9月21日 |
| 進水                                       | 1943年2月4日 |
| 就役                                       | 1945年5月25日 |
| 退役                                       | |
| その後                                     | 1945年5月にカナダ海軍に移管して使用。 |
| 除籍                                       | 1958年、1960年解体処分。 |
| 性能諸元                                   | |
| 排水量                                     | 基準：8,800トン 満載：11,130トン |
| 全長                                       | 169.3m |
| 水線長                                     | 167.0m |
| 全幅                                       | 19.2m |
| 吃水                                       | 5.3 m |
| 機関                                       | アドミラルティー式石炭・重油混焼三胴型水管缶4基 +パーソンズ式ギヤード・タービン4基4軸推進 |
| 最大出力                                   | 72,500hp |
| 最大速力                                   | 31.5ノット |
| 航続距離                                   | 16ノット/8,000海里 |
| 燃料                                       | 重油：1,850～1,940トン |
| 乗員                                       | 855名 |
| 兵装                                       | 竣工時：Mark XXIII 15.2cm（50口径）三連装速射砲3基 Marks XVI 10.2cm（45口径）連装高角砲5基 ヴィッカーズ 4cm（39口径）四連装ポンポン砲4基 エリコン 2cm（76口径）連装機銃8基&同単装機銃6基 53.3cm三連装魚雷発射管2基 1950年：Mark XXIII 15.2cm（50口径）三連装速射砲3基 Marks XVI 10.2cm（45口径）連装高角砲3基 4cm（-口径）単装機関砲4基 |
| 装甲                                       | 舷側：83mm（水線部主装甲）、38～63.5mm（水線末端部） 主甲板：32～51mm 主砲塔：51mm（前盾）、25mm（側盾）、天蓋） 主砲バーベット部：25mm（甲板上部）、12.7mm（甲板下部） 司令塔：-mm（側盾）、-mm（天蓋） |

オンタリオ (HMCS Ontario) はイギリス海軍のマイノーター級軽巡洋艦のネームシップとして建造されたが、1944年7月にカナダ海軍に移管となり、1945年の竣工と同時に改名されて就役した。

## 艦歴
1946年に太平洋側で練習艦として使用、1950年に10.2cm連装高角砲3基と魚雷発射管を撤去。士官候補生を乗せるために居住区を拡大した。1958年に除籍後、1960年に解体処分。

## 参考図書
- 「世界の艦船増刊第46集　イギリス巡洋艦史」（海人社)
- 「世界の艦船2010年1月号増刊 第718集　近代巡洋艦史」（海人社）